# Mateus Maia
Mateus Maia (* 2. Oktober 1957 in Portugiesisch-Timor; † 13. Januar 2021 in Denpasar, Indonesien) war ein indonesisch-osttimoresischer Beamter und Politiker.

## Werdegang
Maia war in der Kolonie Portugiesisch-Timor ab 1973 Leher und setzte sich bereits 1975 für die Integration Osttimors in Indonesien ein. Ab 1976 arbeitete er in der indonesischen Verwaltung des als indonesische Provinz annektierten Osttimor. 1988 schloss Maia ein Studium an der indonesischen Universitas Katolik Indonesia Atma Jaya ab. 1989 wurde er Mitarbeiter im Gouverneursbüro und 1990 Leiter der Planungsabteilung des Regionalbüros für Bergbau in Osttimor, bis er schließlich 1996 Bürgermeister (indonesisch Walikota) der Hauptstadt Dili wurde. Dieses Amt hatte er bis zum Abzug der Indonesier 1999 inne.
Wenige Tage vor dem Unabhängigkeitsreferendum in Osttimor am 30. August 1999 lud Domingos Maria das Dores Soares, der Chef mehrerer pro-indonesischer Milizen die Ortschefs des Distrikts Dili zu einer Versammlung ein. Dilis Bürgermeister Mateus Maia erklärte dabei, falls die Bürger nicht mehrheitlich für die Autonomie Osttimors innerhalb Indonesiens stimmen würden, würde „in Dili Blut fließen“. Die Bevölkerung entschied sich mehrheitlich für die völlige Unabhängigkeit Osttimors. Nachdem am 4. September das Ergebnis veröffentlicht wurde, zogen die pro-indonesischen Milizen plündernd und mordend durch die Stadt. Mindestens 67 Menschen starben, etwa die Hälfte der Gebäude wurde beschädigt. Erst das Eingreifen der INTERFET beendete das Blutvergießen. Indonesische Sicherheitskräfte und Unterstützer verließen das Land.
Maia verließ Osttimor. Er wurde Mitarbeiter des Bürgermeisters vom indonesischen Denpasar (Bali) und bis zu seinem Tode Mitarbeiter der Kesbangpol (Amt für nationale und politische Einheit). Weiterhin war er aktiv bei den osttimoresischen Unterstützern eines Anschlusses an Indonesien. Maia wurde Mitglied der Uni Timor Aswain (UNTAS). Von 2005 bis 2010 war er Mitglied des Beratenden Rates der UNTAS und seit 2010 UNTAS-Vorsitzender in Bali.
Maia wurde am 15. Januar auf dem christlichen Friedhof Mumbul Nusa Dua Bali auf Bali beigesetzt.

## Auszeichnungen
Maia erhielt 1990 den Titel des Veterans der Verteidigung Osttimors (veteran Pembela Timor Timur) und 2014 eine Auszeichnung als Anerkennung seiner Loyalität zur „Verteidigung der Republik Indonesien“.